# Henrik Fexeus
Henrik Andreas Fexeus, född Bjarneskans 29 september 1971 i Längbro församling i Örebro, är en svensk författare, programledare och mentalist.

## Biografi
Henrik Fexeus växte upp i Vallentuna, dit han flyttade som sjuåring. Han bor i Stockholm. Han har två barn i ett tidigare äktenskap med inredningsskribenten Emma Fexeus. Sedan 2018 är han gift med Linda Ingelman, tillsammans har de ett gemensamt barn. Henrik Fexeus har en fil. kand i praktisk filosofi från Stockholms universitet och har tidigare arbetat som informatör och marknadsförare.
Sedan 2005 förekommer han ofta som expert på kroppsspråk och ordlös kommunikation i TV och tidningar, bland annat vid den svenska kronprinsessan Victorias bröllop och SuperTuesday 2016 inför det amerikanska valet.
Fram till 2019 skrev Henrik Fexeus i huvudsak populärpsykologiska faktaböcker. Efter 2020 har han fokuserat på att skriva spänningslitteratur samt uppträda på scen.

## Författaren
Henrik Fexeus har skrivit tio böcker om praktisk psykologi och påverkan. Hans första bok, Konsten att läsa tankar, gavs ut år 2007 på Forum Bokförlag. Den fick PocketPriset Platina år 2010. Hans andra bok, När du gör som jag vill, gavs ut år 2008 och fick PocketPriset Guld år 2010.
Per april hade hans böcker blivit översatta till 40 språk, däribland kinesiska, rumänska, ryska, japanska och portugisiska. Fexeus böcker har sålt i över tre miljoner exemplar världen över. Sedan 2019 ges han ut av St Martin's Press i USA och av Hodder & Stoughton i England. 
I den första utgåvan av boken Maktspelet visade omslaget en bild på Fexeus med djävulshorn, men då denna bild påstås ha väckt anstöt utomlands, ändrades omslaget till en bild på Fexeus med gloria och änglavingar.
År 2015 gav Henrik Fexeus även ut spelet Maktkampen – ett manipulativt sällskapsspel. Spelet baserades på psykologiska tekniker som Fexeus skrivit om i sina tidigare böcker och designades av Henrik Fexeus och Per Nystedt. Maktkampen gavs ut av spelförlaget Tactic.
År 2017 debuterade Fexeus som skönlitterär författare med urban fantasy-thrillern De förlorade: Den sista illusionen bok ett, riktad åt unga vuxna. Efter att trilogin färdigställdes skrev han en deckartrilogi med Camilla Läckberg, som utkom 2021–2023 och såldes till 60 länder. BOX har fått Platina- resp Diamantboksumärkelse för 200 000 resp 300 000 exemplar sålda, medan både Kult och Mirage fått Guldboksutmärkelse för 100 000 exemplar sålda.
2024 kom Offerdjuret, första delen i Henrik Fexeus egna spänningsserie, Mementoserien, på Bookmark Förlag. Nästa del, Pusselmakaren, släpps 2025.

## Programledaren och TV-personligheten
Henrik Fexeus TV-program rör sig ofta inom samma psykologiska område som hans böcker. Han har medverkat i både egna program och i redan etablerade programformat. Under 2007–2009 skrev och framförde Fexeus TV-serien Hjärnstorm, som gick i Sveriges Television. Detta blev hans offentliga genombrott (tillsammans med boken Konsten att läsa tankar samma år). Hjärnstorm visades i två säsonger med åtta avsnitt i varje säsong. I programmet utförde han psykologiska experiment på personer som ofta inte var medvetna om att de deltog i ett experiment. I dessa visade Fexeus hur han kunde påverka andras beteende till att få dem att utföra handlingar de normalt inte hade gjort. Dessa inslag låg sedan till grund för en vidare diskussion om mänskligt beteende med olika psykologiska experter. Reporter i Hjärnstorm var Charles Franz. Hjärnstorm har även visats Norge, Danmark och Finland samt utsågs till ett av de program som fick representera SVT på tv-mässan INPUT i Johannesburg 2008.
År 2010 lHenrik Fexeus sju avsnitt av diskussionsprogrammet Tema: i Kunskapskanalen, även det för SVT:s räkning. I Tema: diskuterades vitt skilda ämnen som entreprenörskap, dyslexi och cancer. År 2011 satt han med i juryn i Talang på TV4, tillsammans med Bert Karlsson och Charlotte Perrelli. Henrik Fexeus uppgift i juryn var att bedöma deltagarnas kroppsspråk och scennärvaro.
År 2013 var Fexeus programledare för videobloggen Huvudkontoret, tillsammans med journalisten Susanne Delastacia. Huvudkontoret spelades in i 13 avsnitt och producerades av United Screens. År 2014 var han tillbaka på SVT med programmet Kärlekskoden. Programmet var utvecklat av Endemol och ville ta reda på om den forskning som bedrivs kring attraktion har nyckeln till vad kärlek är för något.  Formatet uppfattades som kontroversiellt och Kärlekskoden möttes med viss kritik när det sändes.
Under Almedalsveckan år 2014 var Fexeus också kroppsspråksexpert i media under valbevakningen, bland annat i TV4 Nyhetsmorgon och P4 med Lotta Bromé. I Nyhetsmorgon tillhörde Fexeus en panel med bland andra Marcus Oscarsson och Elaine Eksvärd, där hans uppgift var att granska partiledarnas kroppsspråk och ordlösa kommunikation under deras intervjuer. Uppdraget för P4 var att på samma sätt analysera partiledarna utifrån sina offentliga tal. Han fortsatte att vara en del av TV4 Nyhetsmorgons valbevakning fram till valet 2014, där han granskade partiledarnas kroppsspråk i slutdebatterna. Samarbetet med Nyhetsmorgon fortsatte under 2014 till våren 2015. Fexeus var en regelbunden gäst i programmet, där han varje vecka presenterade psykologiska experiment för att demonstrera vad som påverkar människans tillvaro och hur det går att ta kontroll över den.
Från februari 2015 till januari 2017 var Fexeus stående panelmedlem i radioprogrammet Dilemma i Mix Megapol varje lördag och söndag. Dilemma leddes av TV-profilen Anders S Nilsson som presenterade inskickade problem för panelen att lösa. Förutom Fexeus var Josefin Crafoord och Thomas Järvheden de vanligast förekommande panelmedlemmarna under dessa år, men även Claes Malmberg, Martin Timell och Tobias Karlsson har gästat programmet.
Under 2016 analyserade Fexeus kroppsspråket hos de amerikanska presidentkandidaterna under deras kampanjperiod, för Aftonbladet TV. Under 2017–2018 drev han podcasten "Kan själv – En podcast om varför vi är som vi är", producerad av dåvarande MTG, nu NENT, i 30 avsnitt.
Under valåret 2018 analyserade han de svenska partiledarnas kroppsspråk dels för SVT Agenda under Almedalsveckan, samt för SVT MorgonStudion under valspurten. Samma år deltog han i tv-programmet Hela Sverige bakar på TV4, där han tävlade mot bland annat Josefin Crafoord, Malin Gramer och Jonas Hallberg. I sista avsnittet bakade Fexeus sin egen bröllopstårta, då han skulle gifta sig samma sommar. Han vann tävlingen.
År 2022 deltog Fexeus i dansprogrammet Let's Dance där han dansade tillsammans med Malin Watson i TV4. År 2025 deltog Henrik i Förrädarna 2025 även det på TV4.

## Föreläsaren
Från år 2005 fram till 2020 har Henrik Fexeus givit föreläsningar baserade på sina böcker. Hans föreläsningar handlar om ordlös kommunikation, relationsskapande, samt det han själv kallar "mentala superkrafter". Fexeus föreläser på svenska och engelska, i Sverige och utomlands. Bland annat har han föreläst i Mexico, Finland och Spanien. Föreläsningarna ges i huvudsak till företag och organisationer, men 2018–2019 turnerade han de svenska teaterscenerna med föreläsningen "Dina sociala superkrafter", i arrangemang av Atikko. 

## Mentalisten
Henrik Fexeus är underhållare inom magiformen mentalism. Mentalism använder sig av tekniker från psykologi, trolleri och teater för att skapa illusionen av en övernaturlig förmågan till påverkan eller tankeläsning. Andra kända mentalister är Uri Geller och Derren Brown. Som mentalist fick Henrik Fexeus år 2009 den internationella utmärkelsen The Dunninger Award från organisationen "Psychic Entertainers Association", en utmärkelse som 2006 tillföll just Derren Brown och 2010 Uri Geller. Henrik Fexeus har gjort sex scenshower varav de fem senaste även blivit sverigeturnéer. Till föreställningen BOX producerade han även två timmar originalmusik.
- Mind Melt (2004), manus och regi Henrik Fexeus. Premiär på Dieselverkstaden, Nacka.
- SinnesCirkus (2009–2011)[33] manus Henrik Fexeus, regi Henrik Fexeus och Henrik Hjelt. Premiär på Gävle Teater.
- I ditt huvud (2012–2013)[33] manus Henrik Fexeus, regi Peder Bjurman. Premiär på Rival, Stockholm.
- BOX (2015–2016)[33] manus Henrik Fexeus och Morgan Alling, regi Morgan Alling. Musik Henrik Fexeus. Premiär på Maximteatern, Stockholm.
- Henrik Fexeus är att lita på (2021–2023)[34] manus Henrik Fexeus och Morgan Alling, regi Morgan Alling. Producerad av Lifeline Entertainment.
- Mentalisten (2024–2025)[35] manus Henrik Fexeus och Morgan Alling, regi Morgan Alling. Musik av Dag Rosenqvist. Producerad av Lifeline Entertainment.